# Dominique Gonzalez-Foerster
 (juillet 2015).
Pour les articles homonymes, voir Gonzalez et Foerster.
Dominique Gonzalez-Foerster (D.G.-F.) est une artiste et réalisatrice française née le 30 juin 1965 à Strasbourg. Elle vit à Paris et Rio de Janeiro.

## Biographie
Ancienne élève de l'école supérieure d'art de Grenoble (1982-1987), elle a participé activement au "Squat" en 1983 pour la sauvegarde de l'école.
Dominique Gonzalez-Foerster a exposé à la Dia Arts Foundation, New York (Chronotopes & Dioramas, 2009) ; à la Turbine Hall, Tate Modern, Londres (TH.2058, Unilever Series, 2008) ; au MUSAC Museo de Arte Contemporáneo de Castilla y Léon (Nocturama*, 2008) ; et au Musée d'art moderne de la ville de Paris / ARC, (Expodrome, 2007).
Elle a également participé à Skulptur Projekte Münster (2007) et à la Documenta XI, Kassel (2002).
Le Centre Pompidou lui a consacré une rétrospective (2015) intitulée Dominique Gonzalez-Foerster, 1887-2058 .

## Mises en scène
Ces dernières années, Dominique Gonzalez-Foerster a mis en scène T.451 à la Tensta Konsthall  & the Asplund’s library à Stockholm (2012) ; The 121st Night à Istanbul avec Tristan Bera produit par Protocinema ; T.1912 avec the Wordless Music Orchestra au Guggenheim Museum, New York (2011) ; et K.62/K.85 à l'occasion de Performa 09 NY (2009) avec Ari Benjamin Meyers.

## Design
Avec la complicité de Nicolas Ghesquière, Benoît Lalloz et Martial Galfione, Dominique Gonzalez Foerster a imaginé des boutiques pour Balenciaga.

## Musique
Depuis les années 90,  Dominique Gonzalez-Foerster a noué un dialogue avec des chanteurs. 
Elle  s’est occupée avec Ange Leccia de la scénographie du concert de Christophe donné à l'Olympia le 11 mars 2002, à l'occasion de la tournée La Route des Mots. Un DVD de Christophe sur lequel les deux artistes ont aussi travaillé est sorti en 2002.
Il y a également eu la mise en image de La Tournée des Grands Espaces d'Alain Bashung (2004), ainsi que la réalisation du DVD Bashung(s) (2004).
Elle participe au tandem Exotourisme avec le musicien Perez qui publie en 2024 l'album Replicante

## Films
Atomic Parc (2004), Parc Central (2006), Noreturn (2009) comptent parmi les nombreux films de Dominique Gonzalez-Foerster.
Elle a également coréalisé des films avec Ange Leccia, tel que Ile de Beauté (1996), et plus récemment avec Tristan Bera pour Belle comme le jour (2012).

## Sélection d’œuvres

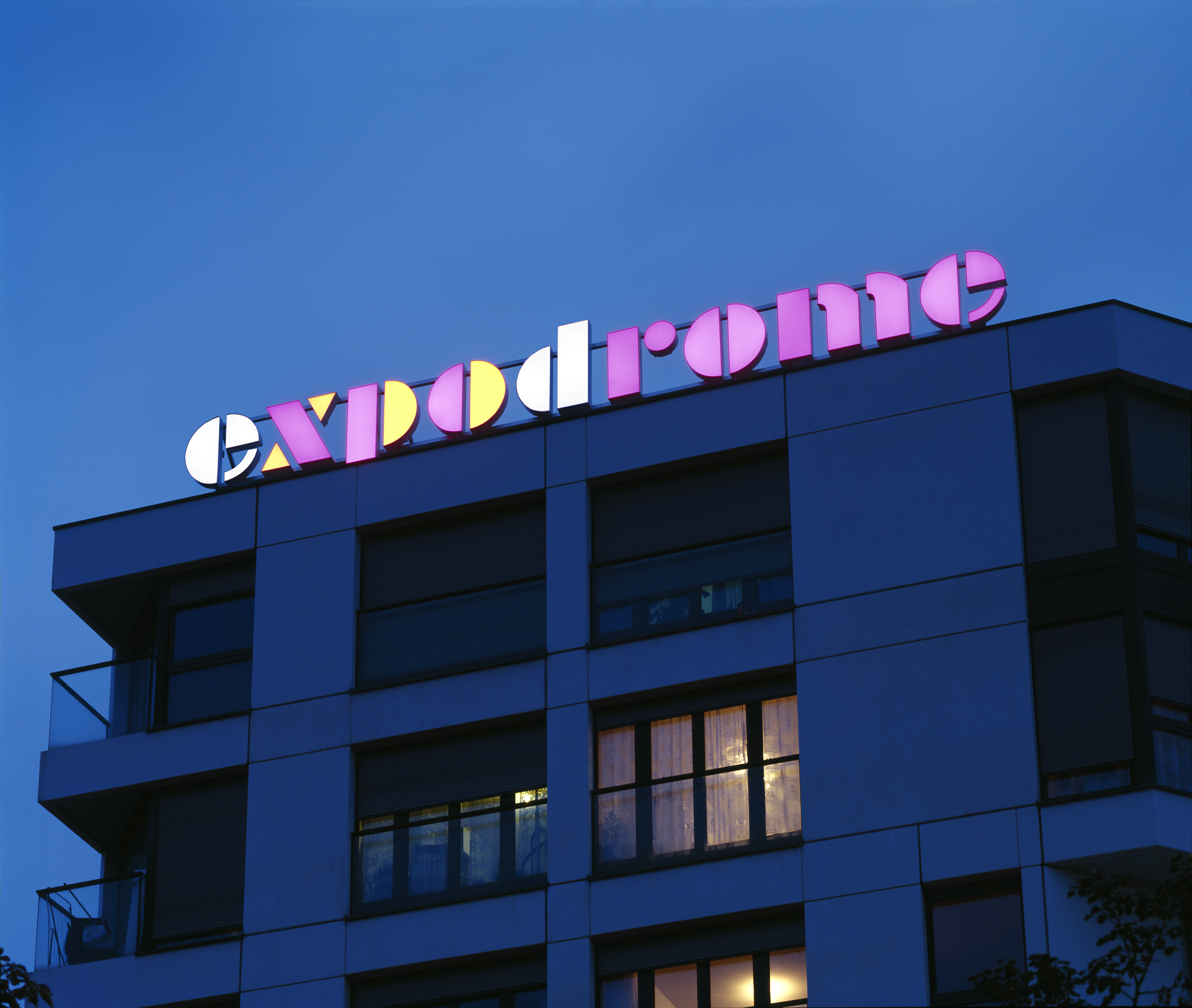
Dominique Gonzalez-Foerster, Expodrome, 2008, Neon Parallax, Geneva

- Bienvenue @ ce que vous croyez voir , 1988 (Installation)
- Nos années 70, 1992 (Installation)
- RWF (Chambre), 1993 (Installation)
- Une chambre en Ville, 1994 (Installation)
- Ile de Beauté, 1996 (Vidéo) avec Ange Leccia
- Brasilia Hall, 1998 (Installation)
- Riyo, 1999 (Vidéo)
- Home Cinema Mars, 2000 (Installation)
- Park : Plan d’Evasion, 2002 (Installation, Documenta 11)
- Atomic Park, 2004 (Vidéo)
- Park Central, 2006 (Vidéo)
- Roman de Münster, 2007 (Installation)
- EXPODROME, 2008 (installation lumineuse dans l'espace public), Genève
- TH.2058, 2008 (Installation)
- Desert Park, 2010 (Installation) à Inhotim, Brésil
- Belle comme le jour, 2012 (Vidéo) avec Tristan Bera

## Sélection d’expositions
- Cosmodrome / Quelle Architecture Pour Mars ? Le Consortium, Dijon (solo), 2001[11]
- Ann Lee in Anzen Zone, Galerie Schipper et Krome, Berlin (solo), 2001
- Exotourisme, Centre national d'art et de culture Georges-Pompidou, Paris (solo, 2003
- Anywhere Out of the World, in Exchange & Transform, Kunstverein München, Munich (solo), 2003
- Ann Lee, Gallery Koyanagi, Tokyo (solo), 2002
- GNS, Palais de Tokyo, Paris, 2003
- Utopia Station, Biennale de Venise, 2003
- Ralentir vite, Le Plateau, Paris, 2004
- Atomic Park, Galerie Jan Mot, Bruxelles (solo), 2004
- Multiverse, Kunsthalle Zürich (solo), 2004[12]
- Anna Sanders Films, Worldwide Video Festival, Filmmuseum, Amsterdam, 2004
- Strategies of Desire, Kunsthaus Baselland, Muttenz (canton de Bâle-Campagne), 2004
- Before the end, Le Consortium, Dijon, 2004
- Wall Pieces, Jan Mot, Brussels, 2005
- Tropical Abstraction, Stedelijk Museum Bureau Amsterdam, Amsterdam, 2005[13]
- 20 Years Caixa Forum, Caixa Forum, Barcelone, 2005
- Ambiance, K21, Düsseldorf, 2005
- Lichtkunst aus Kunstlicht, Museum für Neue Kunst, Karlsruhe, 2005
- Tropicalia, Barbican, Londres ; Bronx Museum, New York ; MCA, Chicago, 2006
- Anne Collier, Dominique Gonzalez-Foerster, Roger Hiorns, Colter Jacobsen, Corvi-Mora, Londres, 2006
- All Hawaii Entrees / Lunar Reggae, Irish Museum of Modern Art, Dublin, 2006
- Parc Central (DVD-projection), Esther Schipper, Berlin (solo), 2006
- Shortstories, Esther Schipper, Berlin, 2008
- Making Worlds”, Biennale de Venise, 2009
- Projection de  “De Novo”, Tate Modern, Londres “De Novo”, Corvi Mora, London, 2010
- Return to Noreturn, Esther Schipper, Berlin, 2012
- Belle Comme le jour, ArtUnlimited, Bâle, 2012[14]
- 1887 - 2058 Centre Georges Pompidou, Paris, 2015[15]
- Helen & Gordon, museum in progress, Opéra d'État de Vienne, 2015[16]
- Martian Dreams Ensemble, avec Marie Proyart , 2019

## Collections permanentes
- Centre national d'art et de culture Georges-Pompidou, Paris, France
- Musée d'art moderne de la ville de Paris, France
- Fonds National d'Art Contemporain, France
- Dia Art Foundation, New York
- Tate Modern, Londres, Royaume-Uni
- MUSAC, Leon, Espagne
- La Caixa Fundation, Barcelone et Madrid, Espagne
- Inhotim, Belo Horizonte - Minas Gerais, Brésil
- Moderna Museet, Stockholm, Suède
- 21st Museum of Contemporary Art, Kanazawa, Japon
- Van Abbemuseum, Eindhoven, Pays-Bas

## Prix
Dominique Gonzalez Foerster est la lauréate du prix Marcel-Duchamp (2002), du prix Mies van der Rohe Krefeld (1996-97) et de la Villa Kujoyama, résidence d'artiste à Kyoto en 1996-97.

## Publications

### De D.G.-F.
- TH.2058, Ed. Jessica Morgan, avec Jeff Noon, Catherine Dufour, Luc Lagier, Philippe Parreno, Enrique Vila-Matas, et Lisette Lagnado London, Tate Modern (The Unilever Series), 2008
- The Conversation Series 12, Dominique Gonzalez-Foerster — Hans Ulrich Obrist, The Conversation Series 12 Cologne: Verlag der Buchhnklung Walther Konig, 2008.
- Nocturama', Ed. Dominique Gonzalez-Foerster et Marta Gerveno, avec Ina Blom, Penelope Curtis, Jens Hoffmann, Lisette Lagnado, Hans Ulrich Obrist, Enrique Vila-Matas, Barcelona, Actar, 2008
- Expodrome, Ed. Dominique Gonzalez-Foerster et Jean-Max Colard, Nicolas Ghesquière, Francesca Grassi, Lisette Lagnado, Ange Leccia, Hans Ulrich Obrist, Philippe Rahm, Angeline Scherf, Paris, Paris Musées, 2007
- Tropicalisation, Antwerp, deSingel, Zurich: JRP Ringier, 2006
- Moment Dream House, avec Daisuke Miyatsu, Tokyo, Mori Art Museum, 2003
- Alphavilles ?, Dijon, Les presses du réel, 2004,  (ISBN 978-2-84066-126-9)
- Dominique Gonzalez-Foerster, Films, Dijon, Les presses du réel, 2003,  (ISBN 2-84066-074-1)

### Sur D.G.-F.
- Frog, Numéro 11, Les presses du réel, 2012
- Frieze, Numéro 129, mars 2010
- Flaunt, Numéro 107, mars 2010
- Art Pulse, décembre 2010
- Beaux Arts Magazine, no 272, février 2007
- Fabian Stech, J'ai parlé avec Lavier, Annette Messager, Sylvie Fleury, Hirschhorn, Pierre Huyghe, Delvoye, D.G.-F., Hou Hanru, Sophie Calle, Ming, Sans et Bourriaud, interviews, Dijon, Les presses du réel, 2007

Dominique Gonzalez-Foerster est également devenue un personnage de récits ou de romans, notamment d'Enrique Vila-Matas et Théo Casciani.